# Aleksandr Skabiczewski
Aleksandr Michajłowicz Skabiczewski (ros. Александр Михайлович Скабичевский, ur. 15 września 1838 w Petersburgu, zm. 11 stycznia 1911 w Pawłowsku) – rosyjski pisarz i krytyk literacki. Jego Istorija nowiejszej russkoj litieratury obejmująca lata 1848-1890 była wielokrotnie wznawiana.

## Wybrane dzieła
- Istorija nowiejszej russkoj litieratury. Sankt Petersburg, 1891